# Centre for the Study of Medicine and the Body in the Renaissance
O Centre for the Study of Medicine and the Body in the Renaissance (CSMBR) é um instituto internacional de estudos avançados em história da medicina e da ciência com sede na Domus Comeliana em Pisa. O centro é a maior instituição italiana dedicada às humanidades médicas.

## História
O CSMBR foi criado em janeiro de 2018 após a doação do Institutio Santoriana – Fondazione Comel para continuar o legado científico do médico, cientista, inventor e filósofo italiano Santorio Santori (1561-1636), que introduziu o método quantitativo na medicina e é considerado o pai da fisiologia experimental quantitativa, de acordo com o testamento do Prof. Marcello Comel (1902–1996)  fundador da instituição.

### Sede
As instalações do CSMBR estão na Domus Comeliana, antiga residência privada de Marcello Comel, localizada ao lado da Torre Inclinada na Piazza dei Miracoli .

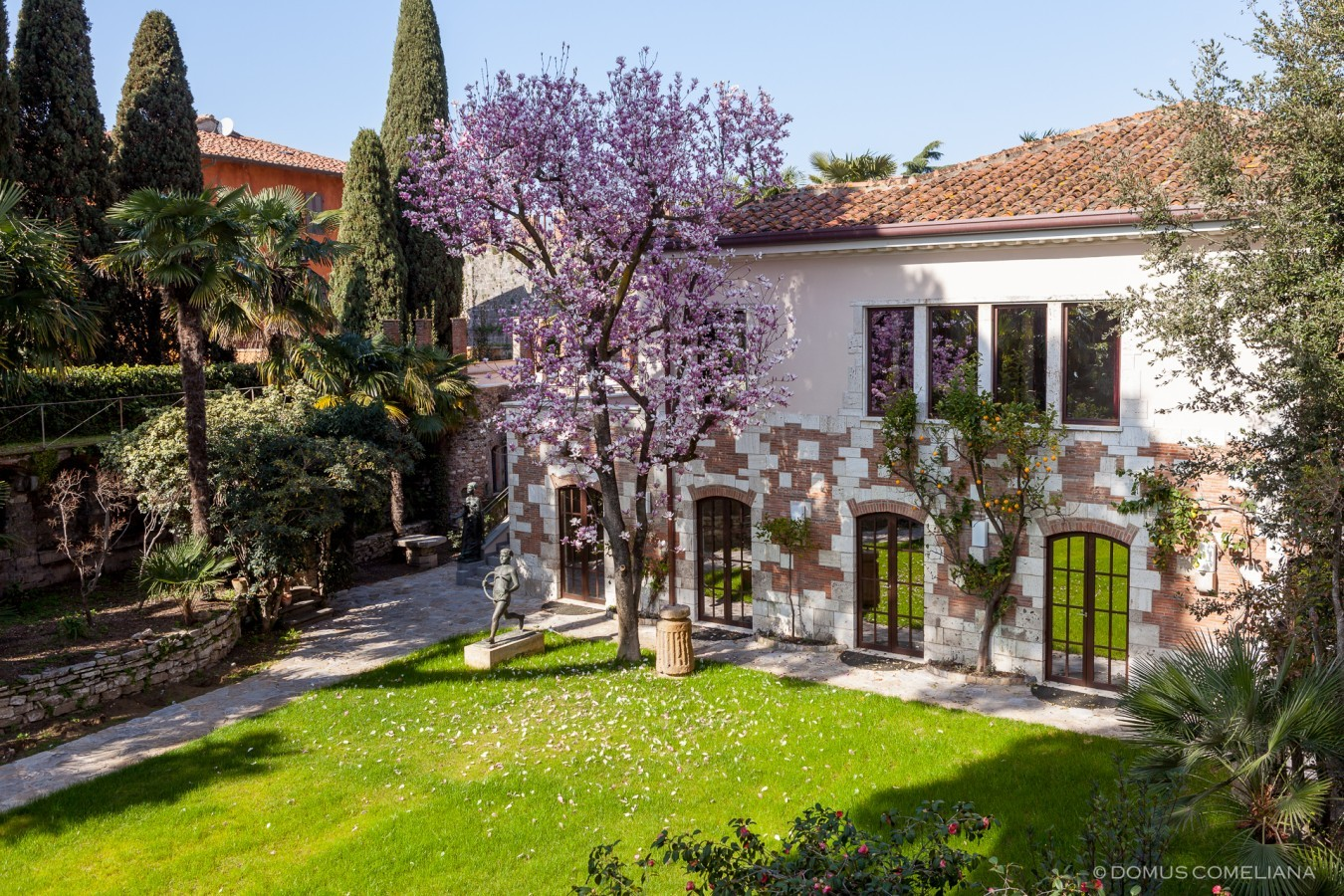
Domus Comeliana

### Organização
O CSMBR é dirigido por um comitê de acadêmicos que trabalha em cooperação com Universidades e Institutos de Pesquisa na UE, no Reino Unido e nos EUA, a saber:
- Universidade de Exeter ;
- Universidade de Yale ;
- Julius-Maximilians Universität Würzburg ;
- Universidade de Parma ;
- o Studio Firmano para a História da Medicina e da Ciência .

O fundador e atual Diretor do CSMBR é o historiador intelectual Fabrizio Bigotti enquanto o Presidente é o historiador da medicina Vivian Nutton .

### Missão

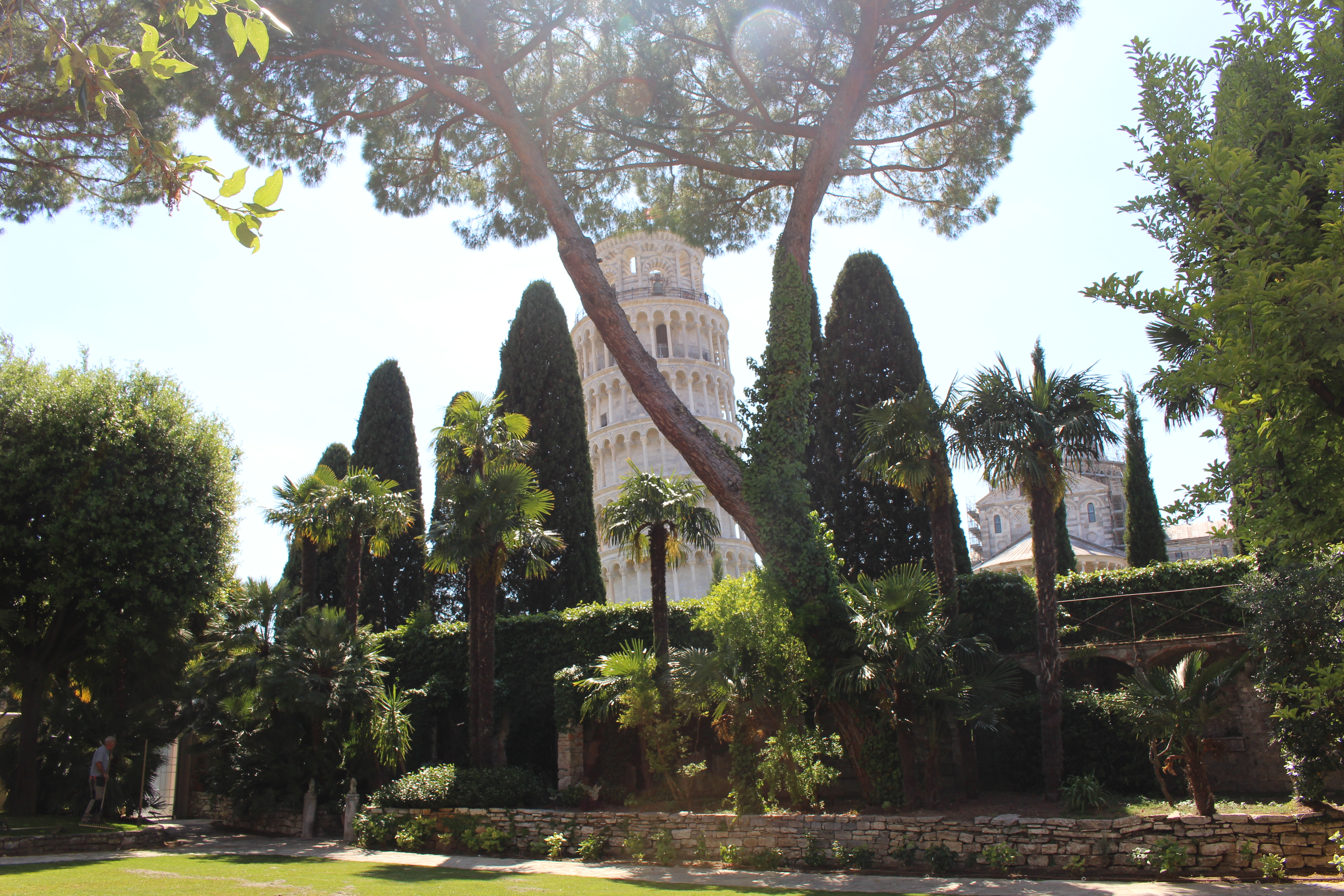
Jardim interior da Domus Comeliana

A principal missão do CSMBR é promover os valores do humanismo e o avanço do conhecimento científico inspirado no desenvolvimento intelectual, cultural e social do Renascimento Médico Europeu (1300-1700).

### Princípios fundamentais
A comunidade CSMBR inspira-se nos princípios do Humanismo Renascentista, entendido como o compromisso de reconhecer, respeitar e desenvolver o potencial humano próprio de cada indivíduo. De acordo com esses princípios, o centro da prática acadêmica do CSMBR é a recuperação e o renascimento da tradição clássica, enquanto o trabalho acadêmico em geral visa permitir que cada indivíduo forme sua própria opinião, da forma mais livre e independente possível. Assim, o CSMBR não busca nem promove qualquer objetivo político direto, constituindo-se como um instituto de pesquisa independente, aberto a estudiosos de qualquer nacionalidade, sem discriminação de etnia, gênero, idade, orientação política, religiosa ou sexual.

## Prêmios e Publicações
O Centro oferece prêmios e bolsas de viagem, como o Santorio Award for Excellence in Research, a Santorio Fellowship for Medical Humanities and Science, ao mesmo tempo em que incentiva a cooperação internacional por meio da VivaMente Conference in the History of Ideas.
Em parceria com Palgrave-MacMillan (Springer), o CSMBR patrocina a série Palgrave Studies in Medieval and Early Modern Medicine (PSMEMM) A série enfoca a tradição intelectual da medicina ocidental relacionada às filosofias, instituições, práticas e tecnologias desenvolvidas ao longo período medieval e início da era moderna (500-1800). Ele procura explorar a gama de interações entre várias conceituações do corpo, incluindo sua importância para as artes (por exemplo, literatura, pintura, música, dança e arquitetura) e a forma como diferentes tradições médicas se sobrepõem e emprestam umas das outras. A série recebe as contribuições dos premiados do Santorio e está particularmente interessada nas contribuições de jovens autores.